# Ptolemaj III. Everget
Ptolemaj III. Everget, (grško Πτολεμαῖος Εὐεργέτης, Ptolemaĩos Euergétēs, (ok. 280 pr. n. št. - 222 pr. n. št.) je bil tretji kralj helenističnega Egipta dinastije Ptolemajcev.
Everget je bil najstarejši sin kralja Ptolemaja II. in njegove prve žene Arsinoje I.. Na prestol se je povzpel leta 246 pr. n. št. po očetovi smrti, ki je sprožila vrsto dramatičnih dogodkov v sosednjem in rivalskem Selevkidskem cesarstvu. Selevkidski vladar Antioh II. Teos je nato zapustil svojo ženo Bereniko, sicer Evergetovo sestro, da bi se vrnil k svoji prvi ženi Laodiki I. Kmalu zatem je Antioh umrl, Laodika pa se je razglasila za regentko, njenega sina Selevka II. Kalinika za kralja, Bereniko in njenega sina pa je dal ubiti. Ptolemaj je zato začel vojno proti Selevkidom. Pri tem je bil precej uspešen, saj je osvojil večino Sirije, Antiohijo in prodrl do Babilona in Suse, po nekaterih virih pa celo do meja z Baktrijo in Indijo. Vendar je bil nekoliko kasneje prisiljen večino osvojenih ozemelj prepustiti Selevku, nato pa se je posvetil notranjim reformam Egipta in poskušal ohraniti blaginjo ter druge dosežke vladavine svojega dedka in očeta.
Ptolemaj si je nato začel močno prizadevati za zbliževanje kultur svojih podložnikov, torej za združitev Staroegipčanske tradicije z dosežki grške civilizacije. Med drugim je spodbujal sinkretistični kult grško-egipčanskega boga Serapisa in zgradil prvi Serapeum v Aleksandriji. Iz obdobja njegove vladavine izvira poskus reforme egipčanskega koledarja, zapisanega v Kanopusovem ediktu, napisanem v več jezikih, ki je kasneje služil za dešifriranje egipčanskih hieroglifov.
Leta 244/243 pr. n. št. se je Evergetes poročil z nekdanjo cirenajsko kraljico Bereniko Cirensko, ki mu je rodila štiri otroke: Arsinojo III., Ptolemaja IV. Filopatorja, Magasa in Bereniko.
Nasledil ga je sin Ptolemaj.